# Teatre Eldorado (Barcelona)
El Teatre Eldorado de Barcelona fou un edifici teatral ubicat a la Plaça de Catalunya, cantonada carrer de Bergara, enderrocat l'any 1929 per deixar pas a la construcció d'un edifici bancari d'oficines (el Banco de Bilbao, actual BBVA). El nom fou manllevat d'Eldorado de París, que en aquells moments era el cafè concert més famós de la capital francesa. Hi va acollir espectacles de tota classe: teatre de text i musical, incloent representacions d'òpera i sarsuela, a més de dansa i concerts simfònics. Hi actuaren noms importants, com Amparo Romo Cardenal, María Guerrero, Raquel Meller, Pastora Imperio, Fregoli o Maurice Chevalier.
Originàriament, Eldorado es va inaugurar el 21 de juny de 1884 amb el nom de Teatre Ribas, en honor del seu empresari inicial, Rafael Ribas. Amb aquest nom van durar dos anys. El teatre va passar mentrestant a mans del polític Joan Coll i Pujol, propietari del terreny on s'havia edificat. Tot seguit, des de 1887, el teatre s'anomena Teatre Catalunya. A la dècada dels anys 90 del segle XIX ja duia el nom d'Eldorado.
El 1887 s'hi estrenà amb èxit l'adaptació de l'opereta francesa Ki Ki Ri Ki feta per Conrad Colomer. Joan Molas i Casas hi estrena la paròdia No cantes más la Africana, o, Los nervios de Anselmito, conseqüència del gran èxit de El dúo de "La Africana". El 1902 Enric Morera hi estrena una sarsuela en castellà amb el títol de Las caramellas.
El 16 de juliol de 1903 la companyia de María Guerrero hi feu l'estrena absoluta del drama Mariucha de Benito Pérez Galdós, amb l'assistència de l'autor. El 8 de juny de 1904 s'hi estrenà La casa de García de Serafín i Joaquín Álvarez Quintero. El 2 de març de 1907 s'hi estrenà, sense èxit, Águila de blasón de Ramón María del Valle-Inclán, amb l'assistència de l'autor.
El 1904 s'hi estrenaren, per primer cop a Espanya, l'òpera Djamileh de Georges Bizet i s'hi cantà La bohème de Giacomo Puccini traduïda al castellà. El 1905 s'hi estrenà a Espanya l'òpera Els contes de Hoffmann de Jacques Offenbach (1884), en una traducció al castellà.
Del 1910 a 1924 va ser la seu de l'Orquestra Simfònica de Barcelona, fundada i dirigida per Joan Lamote de Grignon. El 1913 començà a oferir també projeccions de cinema, amb el nom de Gran Cine Eldorado.
El 1928 el teatre tancà i fou comprat pel Banco Central, que el va enderrocar l'11 de febrer. El 1942, n'adquirí el solar el Banco de Bilbao (actualment, BBVA), que hi edificà la seva seu, inaugurada el 1952.

## Algunes estrenes absolutes al Teatre Eldorado
En negreta es donen les obres més importants en llur gènere o aquelles que van tenir més rellevància en la història del teatre.
- 1889: Anuncio, sarsuela de Guelfo Mazzi, llibret d'Eduardo Montesinos
- 1891: El mocito del barrio, sarsuela de Julián Romea Parra
- 1892: El prior y el priorato y Sobre el terreno, sarsueles d'Albert Cotó i Fita
- 1894: Plaza partida, sarsuela d'Albert Cotó i Fita
- 1895: Los tres claveles, sarsuela d'Albert Cotó i Fita
- 1897: El bohemio, sarsuela d'Agustín Pérez Soriano
- 1899: La panadera, sarsuela d'Albert Cotó i Fita
- 1900: Portfolio de Eldorado, sarsuela d'Albert Cotó i Fita
- 1901: Cambiar de estado, sarsuela de Josep Bellver Abells; La soleá, sarsuela de Mario Fernández de la Puente
- 1902: Las caramellas, sarsuela d'Enric Morera
- 1903: El arte lírico, o, Géneros de uso, sarsuela d'Albert Cotó i Fita; Elixir de amor, sarsuela de Joan Manén amb libret d'Antoni Ferrer i Codina (21-4)
- 1903: Mariucha, drama de Benito Pérez Galdós; La gente de trueno, sarsuela de Vicent Peydró Díez, llibret d'Eduard Escalante
- 1904: La casa de García de Serafín i Joaquín Álvarez Quintero; Doña Inés de Castro, òpera de Vicent Costa i Nogueras

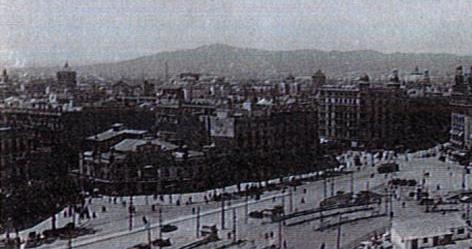
La Plaça de Catalunya en 1927, amb el Teatre Eldorado

- 1905: La estoca de la tarde sarsuela de Julián Vivas, text de Lola Ramos de la Vega
- 1907: Águila de blasón, drama de Ramón María del Valle-Inclán; Aurèlia, òpera de Jaume Bachs i Rosés
- 1911: La dona d'aigua, ópera de Cassià Casademont i Busquets
- 1912: Nausica, drama de Joan Maragall; El gran Aleix, drama de Joan Puig i Ferreter (4 de maig); La Verge del Mar, obra lírica de Santiago Rusiñol; El despatriat, comèdia del mateix autor; Flors de cingle, sarsuela de Cassià Casademont i Busquets, llibret d'Ignasi Iglesias; Senyora àvia vol marit, comèdia de Josep Pous i Pagès; La forastera, de Pau Parellada.[3]
- 1913: Mort de Sant Francesc de Joan Pujol i Matheu, amb lletra de Jacint Verdaguer, per l'Orquestra Simfònica de Barcelona.
- 1914: Bernardo del Carpio, drama d'Ambrosi Carrion
- 1919: La sardana de les monges d'Enric Morera, per l'Orfeó Gracienc
- 1921: Suite en sol: suite empordanesa de Juli Garreta, per a orquestra simfònica
- 1924: El banco de la paciencia, sarsuela de Rica i Graiño
- 1926: El perdón del rey, sarsuela de Rafael Martínez Valls
- 1927: Las hilanderas, sarsuela de Josep Serrano amb llibret de Federico Oliver; La arañita en el espejo, obra d'Azorín.
- 1928: Las adelfas, comèdia de Manuel i Antonio Machado (13 d'abril)
- 1929: Jo no sabia que el món era així, comèdia d'Amadeu Vives.